# からす座デルタ星
からす座δ星（からすざデルタせい、δ Crv / δ Corvi）は、からす座の恒星で3等星。

## 概要
A型の準巨星とK型の主系列星からなる連星系で、主星Aと伴星Bは地球からは24.2秒離れて見え、B星は主星から650auの軌道を9400年以上かけて周っていると考えられている。
B星は非常に強い赤外線を放っていることから、恒星進化論におけるTタウリの段階を終えて主系列星になって間もないもの（1億1000万年以内）と考えられている。

## 名称
固有名のアルゴラブ (Algorab) は、アラビア語で「カラスの翼」を意味する janāḥ al-ghurāb に由来する。これは元々からす座γ星に付けられていた名前がルネサンス期にこの星の固有名として付け替えられたものである。2016年7月20日に国際天文学連合の恒星の命名に関するワーキンググループ (Working Group on Star Names, WGSN) は、Algorab をからす座δ星Aの固有名として正式に承認した。
中国では軫宿三として知られる。